# Kochanovce (powiat Humenné)
Kochanovce – wieś (obec) na Słowacji, położona w kraju preszowskim, w powiecie Humenné. Pierwsza pisemna wzmianka o miejscowości pochodzi z roku 1543.